# Sam Durant

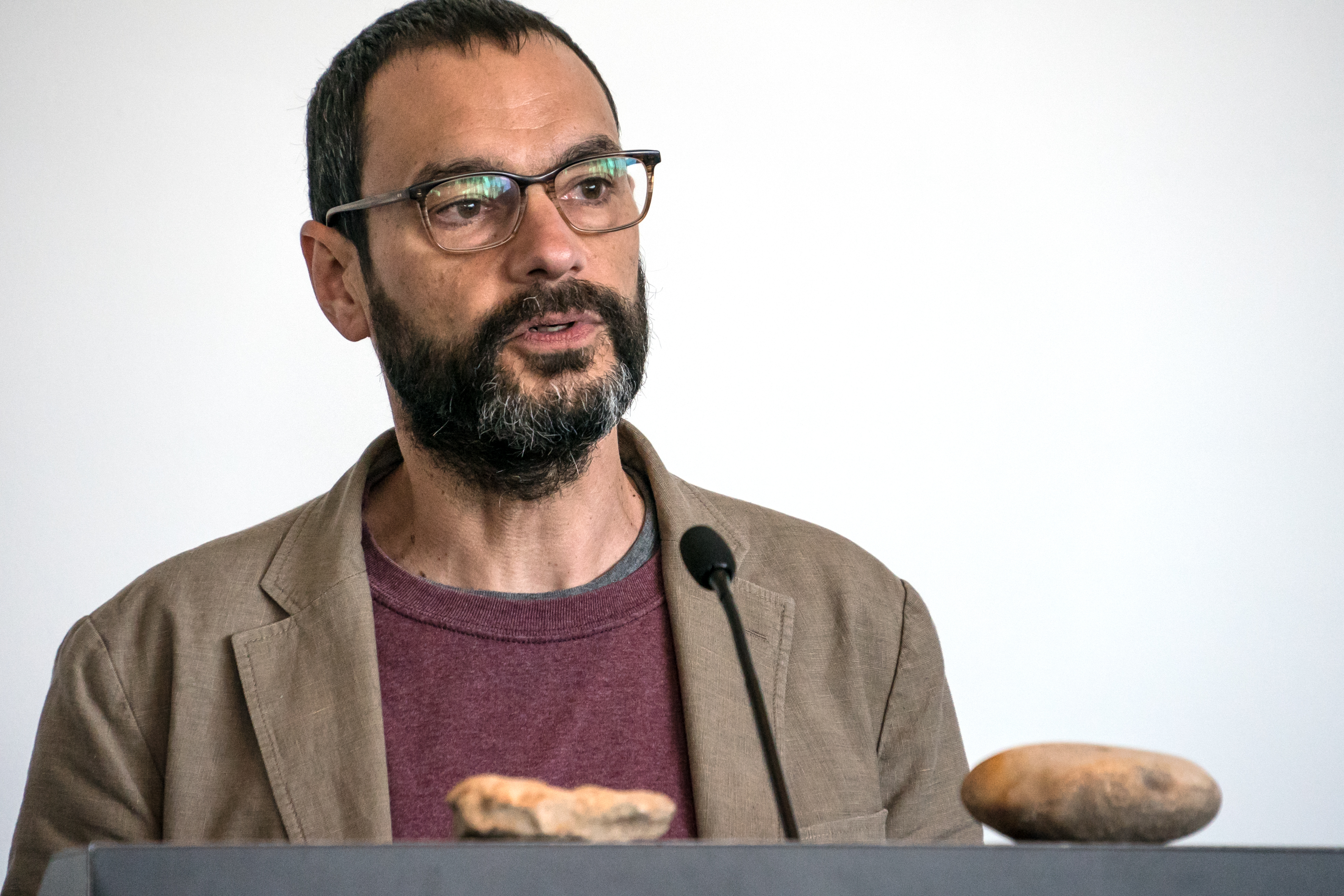
Sam Durant

Sam Durant (* 1961 in Seattle) ist ein US-amerikanischer Bildhauer und Installationskünstler.

## Leben und Werk
Durant studierte am Massachusetts College of Art and Design in Boston und legte den Master of Fine Arts am California Institute of the Arts in Valencia ab. Er lehrt am California Institute of the Arts.
„Im Mittelpunkt von Sam Durants Arbeit steht seit der Mitte der 1990er Jahre die amerikanische Geschichte – ihre Denkmäler, Nationalmythen und Abgründe wie ihre diversen Gegenkulturen und Protestbewegungen –, ein Thema, das der Künstler in Plastiken, Zeichnungen, Klangarbeiten und Mixed Media Installationen erkundet.“ Bekannte Arbeiten von Durant sind Altamont Raceway (1999), Proposal for White and Indian Dead Monument Transpositions (2005), Scaffold (2012), ausgestellt auf der dOCUMENTA (13) und Proposal for Public Fountain (2015).